# Праздник холодной пищи
Праздник холодной пищи (кит. упр. 寒食, пиньинь Hánshí, палл. Ханьши) — древний праздник в Восточной Азии (Китай, Корея, Вьетнам), исторический предшественник поминального дня Цинмин. В ныне известных документах упоминается в отождествлении с последним начиная с эпохи Тан. Слияние праздников закреплено императорским эдиктом в 732 г.
В династии Сун праздник распространился в Южном Китае, начиная со столицы Линьань (совр. Ханчжоу). Эволюция праздника происходила как результат взаимодействия местных народных обычаев с конфуцианским доктринёрством и буддийскими влияниями (см. Неоконфуцианство).
Фактически представлял собой трехдневный период, в который семьи воздерживались от зажигания огня; связан с аграрным циклом. Возникновение праздника традиционно ассоциируется с именем цзиньского Вэнь-гуна. По одному из вариантов связанной с праздником истории, в тяжёлые для Вэнь-гуна времена скитаний его верным спутником почти двадцать лет был Цзе Чжи-туй. Однако, в последовавший благоприятный для Вэнь-гуна период, на родине, Цзе Чжи-туй не принял почестей Вэнь-гуна и стал жить на горе Мянь. Вэнь-гун велел поджечь лес на горе, желая привлечь Цзе Чжи-туя ко двору. Но последний погиб в пламени пожара. Вэнь-гун очень переживал и дал той горе имя Цзе. Считается, что со скорби по Цзе Чжи-тую и пошла традиция праздника холодной пищи.
В современном Китае отмечается за день до Цинмина, в некоторых районах Китая Цинмин называется праздником холодной пищи (кит. упр. 寒食).